# Mittweida

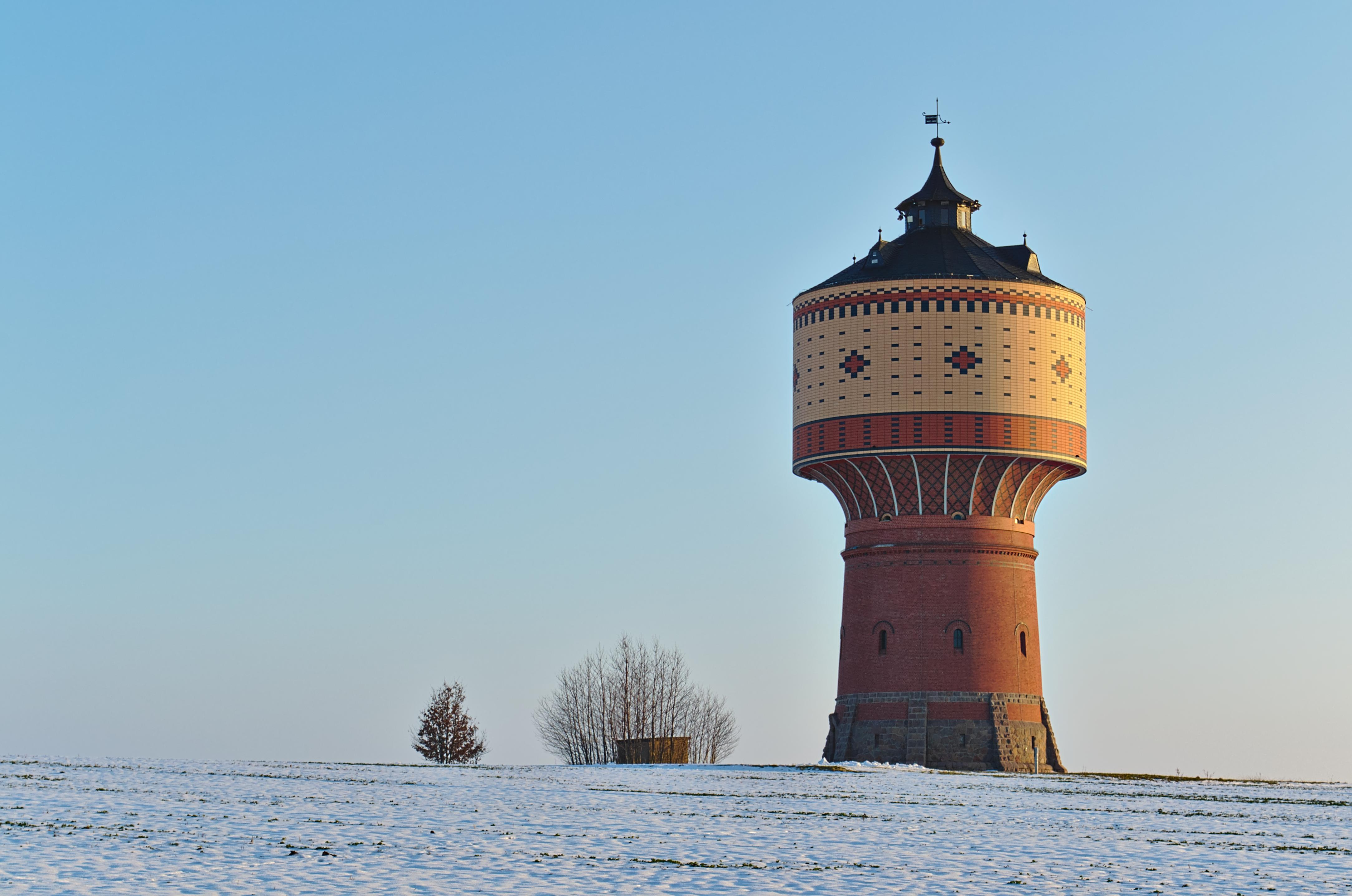
Château d'eau à Mittweida.

Mittweida est une ville de Saxe (Allemagne), située dans l'arrondissement de Saxe centrale, dans le district de Chemnitz, au centre du triangle formé par Dresde, Chemnitz et Leipzig.

## Éducation
L'école supérieure de sciences appliquées de Mittweida (Hochschule Mittweida) accueille quelques milliers d'étudiants et réalise régulièrement des échanges à l'étranger.

## Histoire
| Appartenances historiques Margraviat de Misnie 1286-1423 Électorat de Saxe 1423-1485 Duché de Saxe 1485-1547 Électorat de Saxe 1547-1806 Royaume de Saxe 1806–1918 République de Weimar 1918–1933 Reich allemand 1933–1945 Allemagne occupée 1945–1949 République démocratique allemande 1949–1990 Allemagne 1990–présent |

On trouve des références écrites de la ville de Mittweida (oppidum) depuis 1286. Elle est devenue vers le milieu du XVIe siècle une ville de taille moyenne du duché de Saxe. Au Moyen Age, on y produisait déjà des draps, du tissu et des cordes et la construction de la tisserie en 1816 a commencé à faire de la ville un point important de Saxe pour l'industrie du textile. L'usine est aujourd'hui partiellement abandonnée et désaffectée.

## Personnalités
- Erich Loest, écrivain est-allemand puis allemand
- Johannes Schilling, sculpteur
- Antje Traue, actrice